# Plesz Antal
Plesz Antal (Sásd, 1930. május 19. – Budapest, 2014. január 12.) Széchenyi- és Ybl Miklós-díjas építész.

## Életpályája
Apja kőműves mester volt, aki autodidakta módon képezte magát. Jól rajzolt, éjszaka tervezett, nappal dolgozott, és irányított az építkezéseken. A mintegy száz lakóház, melyet Sásd környékén épített, nagyobbrészt ma védett épületek. Ehhez kiváló csapatot szervezett, ahová csak felvételivel lehetett bejutni. Ebben a légkörben fia már ötévesen elkötelezettje lett a szakmának.
A környéki egytantermes elemi iskolába járt, majd a dombóvári gimnázium után 1948-ban a Pécsi Felső Építőipari Iskolát végezte el. 1948–1949-ben építkezéseken, valamint a komlói bányában segédmunkásként kezdte pályafutását. 1949–1950-ben a Közületi Ingatlanközpont építész-technikusa volt.
A Budapesti Műszaki Egyetem Építész Karán 1956-ban szerzett diplomát. A MÉSZ (Magyar Építőművészek Szövetsége) Mesteriskoláját 1960-ban végezte el.
1951-től a KÖZÉPTERV-nél Nyiri István, az IPARTERV-ben Schall József és Kiss Ferenc mesterei révén szembesült a mindenkori feladatokkal. Lauber László és dr. Szendrői Jenő neve említendő, még akik kreativitására hatottak. Farkaslyukon Cserba Dezsővel kohósalak falazatú lakóházakat fejlesztett ki. Ugyanilyen módszerrel készült 200-200 bányászlakóház Komlón és Zircen is.
Miskolcon 1964-től 1976-ig dolgozott az ÉSZAKTERVnél. Különböző munkák tervezése mellett az újraindult Mesteriskola életében is (1970–1984) hét cikluson keresztül oktatott. Tehetséges fiatalokkal került kapcsolatba: Bodonyi Csaba, Bán Ferenc, Ferencz István és mások. A Miskolci Tervező Vállalat főépítészeként csaknem minden jelentős munkában inspirátorként vett részt.
Fontosabb munkái: a sok huzavonával elkészült miskolctapolcai Juno üdülőszálló, a sok-sok kompromisszummal megvalósult művészlakások (a nyolcadik változat épült meg), a BVM miskolci és bodrogkeresztúri gyárainak fejlesztési terve és a mályi Borkombinát.
Fentieken túl rövidebb ideig dolgozott a LAKÓTERV-ben, ZALATERV-ben, a MÁV Tervező Intézetben és a MÁV mérnök főtanácsosa is volt. 1990-től magántervező.
1975-ben Ybl Miklós-díjban részesült, majd számos nívódíj után 1997-ben Kotsis Iván-emlékérmes lett és tiszteletbeli doktorrá (Magister Honoris Causa) avatták. 1998-ban díszpolgárává választotta Sásd városa, 2001-ben Steindl Imre-díjjal, 2009-ben Széchenyi-díjjal jutalmazták. 2000-től a Magyar Művészeti Akadémia tagja.
Plesz építészi, illetve életfelfogásának fontos elemeit a következő szavakban foglalta össze önéletrajzi könyvében:
- Az építés ember-építéssel kezdődik, az autonóm emberé;
- A mestertől emberi tartás és szakma egyaránt tanulható;
- A mestert tanítványai választják és becsülik;
- A mester nem a tömeget menti, de az egyént nemesíti;
- Mesterré az önjelölés és közönségsiker nem emel;
- Az a tanítvány válik mesterré, aki többet ad tovább;
- A műhely szelleme bizalomra és kölcsönös felelősségre épül;
- A műhelyben a meggyőzés eszköze a beláttató értelem;
- A műhelyben a feladat ürügy, a tudás eszköz csupán;
- A műhelyben nincs „munkafegyelem”, de munka van és fegyelem;
- A műhelyben nincs „korkülönbség”, csak kor és különbség;
- A műhely a munka, a játék, az alkotás és hangulatteremtés ünnepi helye.

## Díjai, elismerései
- 1975. Ybl Miklós-díj
- 1997. DLA. HC. (Doctor of liberal arts – magister honoris causa)
- 1997. Kotsis Iván-érem
- 1998. Sásd város díszpolgára
- 2001. Steindl Imre-díj
- 2008. Pro Urbe Miskolc díj
- 2008. A Magyar Köztársasági Érdemrend tisztikeresztje
- 2009. Széchenyi-díj

## Fontosabb művei
- 1956–1957. Komlói, zirci, farkaslyuki földszintes bányászlakóházak
- 1961–1962. Zalaegerszegi Közgazdasági Technikum bővítése
- 1962. Nagylengyeli Olajos Irodaház
- 1963–1964. Gyermekintézmények, rendezési tervek
- 1963–1964. Veszprémi 16 tantermes gimnázium és 8 tantermes általános iskola
- 1964–1976. Miskolctapolcai Juno szálló[5]
- 1964-1976. Miskolci művésztelep, kazincbarcikai Vegyipari Automatizálási Főiskola, mályi Borkombinát, Miskolc déli városrésze, összekötő városrészének beépítési terve, BVM miskolci gyára, bodrogkeresztúri rekonstrukció
- 1978–1980. Nyugati pályaudvar és környékének rendezési terve
- 1991–1992. Budapest, II. Kerületi Önkormányzat székházbővítési terve
- 1996–1997. Aquincumi katonai amfiteátrum terve
- 2000. Aquincumi amfiteátrum megújítási terve
- 2001. Zsámbéki premontrei romtemplom megújítási terve

### Publikációi
- 1951–56. A vidéki sajátházépítés vizsgálata (Kiss Ferenccel)
- Gépgyárak tervezése ipari építészeti kézikönyv
- Plesz Antal; Kijárat, Budapest, 2004 (Vallomások... architectura sorozat)